# Гелмонд
Гелмонд (нід. Helmond) — місто та громада у Нідерландах, у провінції Північний Брабант.
Населення — 89 419 мешканців (2014).

## Історія
Перша писемна згадка про Гелмонд датована бл. 1000 роком. Міські права Гелмонд здобув 1232 року. 1350 року у центрі міста Яном ІІІ ван Берламом було зведено замок.
У місті розташований відомий футбольний клуб «Гелмонд Спорт».

## Відомі уродженці
- Боб де Вогд
- Віллі ван дер Кейлен
- Віллі ван де Керкгоф
- Вілфред Баума
- Рене ван де Керкгоф